# Aleksej Aleksejevitj Abrikosov
Aleksej Aleksejevitj Abrikosov (russisk: Алексе́й Алексе́евич Абрико́сов; født 25. juni 1928, død 29. marts 2017) var en sovjetisk, russisk og amerikansk teoretisk fysiker, hvis primære bidrag var inden for feltet faststoffysik. Han modtog nobelprisen i fysik i 2003 sammen med Vitaly Ginzburg og Anthony James Leggett for teorier om, hvordan stof kan optræde ved ekstremt lave temperaturer.